# Songan A
Songan A is een bestuurslaag in het regentschap Bangli van de provincie Bali, Indonesië. Songan A telt 6018 inwoners (volkstelling 2010).